# 20518 Рендтель
20518 Рендтель (20518 Rendtel) — астероїд головного поясу, відкритий 12 вересня 1999 року.
Тіссеранів параметр щодо Юпітера — 3,157.